# Оберлін (Пенсільванія)
Оберлін (англ. Oberlin) — переписна місцевість (CDP) в США, в окрузі Дофін штату Пенсільванія. Населення — 670 осіб (2020).

## Географія
Оберлін розташований за координатами 40°14′23″ пн. ш. 76°48′57″ зх. д. / 40.23972° пн. ш. 76.81583° зх. д. (40.239816, -76.815732).  За даними Бюро перепису населення США в 2010 році переписна місцевість мала площу 0,34 км², уся площа — суходіл.

## Демографія
Згідно з переписом 2010 року, у переписній місцевості мешкало 588 осіб у 222 домогосподарствах у складі 154 родин. Густота населення становила 1746 осіб/км².  Було 234 помешкання (695/км²).
Расовий склад населення:
| - 75,0 % — білих - 11,7 % — чорних або афроамериканців - 2,4 % — азіатів - 0,5 % — корінних американців - 5,4 % — осіб інших рас |

До двох чи більше рас належало 4,9 %. Частка іспаномовних становила 11,6 % від усіх жителів.
За віковим діапазоном населення розподілялося таким чином: 25,7 % — особи молодші 18 років, 61,0 % — особи у віці 18—64 років, 13,3 % — особи у віці 65 років та старші. Медіана віку мешканця становила 38,3 року. На 100 осіб жіночої статі у переписній місцевості припадало 90,3 чоловіків;  на 100 жінок у віці від 18 років та старших — 95,1 чоловіків також старших 18 років.
Середній дохід на одне домашнє господарство  становив 50 652 долари США (медіана — 40 513), а середній дохід на одну сім'ю — 63 874 долари (медіана — 42 244). 
Цивільне працевлаштоване населення становило 206 осіб. Основні галузі зайнятості: оптова торгівля — 27,2 %, мистецтво, розваги та відпочинок — 24,3 %, освіта, охорона здоров'я та соціальна допомога — 16,5 %, публічна адміністрація — 11,2 %.